# Krusty le clown (Les Simpson, saison 30)
Cet article concerne l'épisode de la trentième saison des Simpson. Pour le personnage de la série, voir Krusty le clown.
Krusty le clown (France) ou Krusty complètement cirque (Québec) (Krusty the Clown) est un épisode de la série télévisée d'animation Les Simpson. Il s'agit du huitième épisode de la trentième saison et du 647e de la série.

## Synopsis
Lisa dirige le journal de l'école avec entrain, mais le principal Skinner lui annonce qu'elle est remplacée, car le journal coûte trop cher. Elle doit céder sa place à un insupportable petit chef qui veut tout changer, vire une personne et lui confie les critiques télé, ce qu'elle déteste. Elle a l'idée de demander à Homer de le faire à sa place, il accepte avec joie de pratiquer son activité favorite. Il écrit des critiques de plus en plus négatives du Krusty Show, et celles-ci ont un grand écho. Krusty est furax et décide de se venger. Il le poursuit en voiture pour essayer de le tuer, les deux sont éjectés de leur véhicule et tombent dans un ravin. Homer le dénonce à la police, mais Krusty réussit à s'enfuir, grâce à l'aide de Bart qui a l'idée de le cacher dans un cirque incognito. Mais Krusty a de la concurrence parmi les nombreux autres clowns, et finit par être viré comme étant le plus nul. Les critiques d'Homer, elles, connaissent un grand succès, il est engagé par un site internet et doit regarder énormément de séries. Mais cela lui prend tout son temps, le détourne de sa famille et finit par mettre son couple en danger.

## Réception
Lors de sa première diffusion, l'épisode a attiré 2,11 millions de téléspectateurs.